# Tatiani Katrantzi
Tatiani Katrantzi est une actrice allemande née le 26 mai 1974 à Athènes, en Grèce. Elle a pour conjoint Oliver Petszokat.

## Filmographie[1]

### Longs métrages
- 2001 : Suck My Dick (de) d'Oskar Roehler : Silke
- 2003 : Motown de Stefan Barth : Meike
- 2005 : Berlin Stories (de)[2] d'Irene von Alberti (de), Miriam Dehne et Esther Gronenborn
- 2018 : Wendy 2 – Freundschaft für immer (de) de Hanno Olderdissen (de) : Sabine

### Téléfilms[3]
- 2002 : Fahr zur Hölle, Schwester! (de) d'Oskar Roehler
- 2007 : Schöne Aussicht d'Erwin Keusch (de) : Rita Tenner
- 2007 : Une promesse brisée (Vermisst - Liebe kann tödlich sein) de Jorgo Papavassiliou (de) : Magdalena
- 2008 : La Symphonie de l'amour (Der Hochzeitswalzer) d'Andrea Katzenberger (de)

### Séries télévisées
- 1994 - 2023 : Unter uns[4] (405 épisodes) : Jennifer Turner[5]
- 2000 : Klinikum Berlin Mitte - Leben in Bereitschaft (en) (1 épisode)
- 2000 : Mallorca - Suche nach dem Paradies (en) (17 épisodes) : Caro Fechner
- 2001 : Bronski & Bernstein (en) (Directrice d'hôtel)
- 2001 : Sos Barracuda (1 épisode)
- 2002 : Berlin, Berlin (2 épisodes)
- 2004 : En quête de preuves (1 épisode) : Katja Schuster
- 2005 : LiebesLeben (de) (1 épisode) : Épouse du prince
- 2007 : Dr. Psycho – Die Bösen, die Bullen, meine Frau und ich (en) (1 épisode) : Sabine
- 2009 : Berlin section criminelle (1 épisode) : Journaliste
- 2010 : Division criminelle[6] (1 épisode) : Solveig Brenner
- 2011 : Hand aufs Herz (en) (1 épisode) : Sonja Brenner